# Герц, Анри
Анри Герц (фр. Henri Herz; 6 января 1803, Вена — 5 января 1888, Париж) — французский пианист и композитор австрийского происхождения. Брат Жака Симона Герца.

## Биография
Анри Герц родился в еврейской семье.
Учился в Кобленце у Даниэля Хюнтена, затем в 1816—1817 гг. в Парижской консерватории у Виктора Дурлана, Антона Рейха и Луи Бартелеми Прадера. Совершенствовал своё мастерство под руководством Игнаца Мошелеса.
Широко гастролировал по Европе — в том числе в Варшаве, Петербурге, Москве, — а также в Соединённых Штатах Америки и Мексике, о чём опубликовал воспоминания отдельной книгой (фр. Mes voyages en Amérique; 1866, английский перевод 1963).
Сочинения Герца имели в своё время, как отмечала Энциклопедия Брокгауза и Ефрона, огромную популярность и выдержали массу изданий.
Среди 218 пронумерованных опусов — восемь концертов для фортепиано и оркестра, 14 рондо, масса фантазий, вариаций, ноктюрнов, вальсов, этюдов.
В 1836 году разработал и начал массовое производство тренажера для пальцев Dactylion, получившего широкое распространение среди пианистов и учащихся по всей Европе.
В 1838 году он открыл в городе Париже свой концертный зал.

Тренажер «Dactylion» образца 1836 года. Устанавливался на клавиатуру фортепиано.

Основал фабрику по производству фортепиано, пользовавшуюся хорошей репутацией (первая премия Всемирной выставки 1855 года и, уже после смерти самого Герца, Всемирной выставки 1889 года).
С 1842 по 1874 год Герц преподавал в Парижской консерватории (среди его учеников были, в частности, Мари Яэль и Карлотта Патти).
Кроме того, вместе с братом вёл собственную частную школу.
Автор учебника (фр. Méthode complète de piano).
Анри Герц скончался 5 января 1888 года в городе Париже и был погребён на кладбище Пер-Лашез, но затем, 27 ноября 1902 года, его тело перезахоронили в Монако.